# Chrysina howdenorum
Chrysina howdenorum är en skalbaggsart som beskrevs av Moron 1990. Chrysina howdenorum ingår i släktet Chrysina och familjen Rutelidae. Inga underarter finns listade i Catalogue of Life.